# Antoni Cichecki
Antoni Cichecki (ur. 1934, zm. 2018) – polski muzyk ludowy.

## Życiorys
Był muzycznym samoukiem. Na skrzypcach grał od 12-roku życia, próbując wraz z bratem także gry na bębnie i harmonii. Razem z bratem Marianem tworzył ludową Kapelę Braci Cicheckich z Grądek, występując na wiejskich weselach i zabawach, a później także biorąc udział w konkursach i festiwalach w tym między innymi w Maciejowicach, Siedlcach, Mińsku Mazowieckim (wielokrotnie zdobywcy I i II miejsca) i Festiwalu Kapel i Śpiewaków Ludowych w Kazimierzu Dolnym, gdzie w 1993 otrzymał główną nagrodę „Basztę”, a w 1994 Kapela Braci Cicheckich zdobyła I nagrodę. W 1998 Antoni Cichecki został wyróżniony Nagrodą im. Oskara Kolberga.
Nagrania Kapeli Braci Cicheckich trafiły także na płytę „Mazowsze” z serii „Muzyka źródeł” wydanej w ramach kolekcji muzyki ludowej Polskiego Radia.